# آن کالیف
آن کالیف (به فرانسوی: Anne Calife) نویسنده قرن بیستم میلادی اهل فرانسه است.